# Szelistyeszék
Szelistyeszék, Szelistye fiókszék (románul: Scaunul Săliștei)  egykori közigazgatási egység Erdélyben. 1549-ben szervezték 1485 előtt Fehér vármegyéhez tartozó, román lakosságú, határőr eredetű szabadfalvakból. Korábban 1523-ban már districtum Grossdorf (Grossdorf Szelistye német neve) néven említették és fokozatosan került jobbágyi függésbe Szebenszéktől. Központja Szelistye volt. Hozzátartoztak Gális, Kákova, Szibiel, Tilicske és az egykor önálló Foltești falvak. 1585-ben készült el a szék szabályzata, a Constitutio gremialis Sedis Szeliste. A szék többféle adónemet tartozott fizetni Nagyszebennek: évente összesen 673 forintot. 1783-ban II. József rendeletére kezdődött meg pere a Szász Egyetem ellen. A Gáll József és Tar Zsigmond vezette vizsgálat kimutatta, hogy a szászok sohasem kaptak donációt Szelistyeszékre, ezért joguk sincsen rá, hogy adót vessenek ki a lakosokra. 1784-ben kivonták Nagyszeben úrbéri fennhatósága alól. Az Erdélyi Udvari Kancellária 1863-ban Talmácsszékkel együtt kiszakította a Királyföldből. Mivel a két fiókszék vitatta a szászok állítását, mely szerint lakóik jobbágyok lettek volna, 1867-ben perbe fogták a szász univerzitást a fogarasi úrbéri bíróságon. 1868-ban Ioan Pușcariu terjesztette a magyar országgyűlés elé a két fiókszék memorandumát. Az 1869. évi 20.026. számú belügyminisztériumi rendelet visszakebelezte őket a Királyföldbe, ám jogállásukat egyebekben nem rendezte. 1876-ig, a Királyföld megszüntetéséig Szebenszékhez tartozott, azután Szeben vármegye része lett.